# Сельское поселение Светловодское
Светлово́дское се́льское поселе́ние — муниципальное образование в составе Зольского района Кабардино-Балкарской Республики.
Административный центр — село Светловодское.

## Географическое положение
Муниципальное образование расположено в северо-западной части Зольского района. В состав поселения входят два населённых пункта.
Площадь территории сельского поселения составляет — 37,44 км2. Около 65 % сельского поселения составляют сельскохозяйственные угодья, пашни и сенокосы. Около 35 % составляют территории населённых пунктов.
Граничит с землями муниципальных образований: Этоко на севере, Залукокоаже на востоке, Зольское на юге и Шордаково на западе.
Сельское поселение расположено в предгорной зоне республики. Средние высоты составляют около 670 метров над уровнем моря Рельеф местности представляет собой в основном возвышенную предгорную наклонную равнину и имеет выраженное понижение с юга на северо-восток. Местность изрезана балками и понижениями. 
Гидрографическая сеть представлена рекой Золка, в которую в пределах сельского поселения впадают реки Псыншоко слева и Золка Четвёртая справа. Местность богата пресными родниками и серными источниками.
Климат как и по всей республике — умеренный, и характеризуется тёплым летом и прохладной зимой. Среднегодовая температура составляет около +9,0°С, и колеблется от −3,0°С в январе до +21,0°С летом. Зимой часты оттепели. Среднее количество осадков в год составляет около 800 мм. Основные ветры северо-западные и восточные. Ранней весной из-за резких перепадов температур часты сильные ветры.

## История
Светловодский сельский совет был основан в 1924 году на базе села Светловодское и немецкой колонии Брунненталь. Чуть позднее в составе Светловодского сельсовета был основан осетинский хутор Лесгорье, который впоследствии был упразднён и включён в состав села Светловодское.
В 1992 году Светловодский сельсовет был реорганизован и преобразован в Светловодскую сельскую администрацию.
В 2005 году Законом Кабардино-Балкарской Республики от 27.02.2005 №13-РЗ «О статусе и границах муниципальных образований в Кабардино-Балкарской Республике», Светловодская сельская администрация преобразовано в муниципальное образование, со статусом сельского поселения.
Ныне оба села слились и представляют собой фактически один населённый пункт.

## Население
| 2002  | 2010  | 2012  | 2013  | 2014  | 2015  | 2016  |
| ----- | ----- | ----- | ----- | ----- | ----- | ----- |
| 2054  | ↘2052 | ↘2033 | →2033 | ↘2028 | ↘2006 | ↘1998 |
| 2017  | 2018  | 2019  | 2020  | 2021  | 2023  | 2024  |
| ↘1976 | ↗1982 | ↘1956 | ↘1945 | ↗2208 | ↗2223 | ↗2227 |
| 2025  |       |       |       |       |       |       |
| ↗2242 |       |       |       |       |       |       |

Процент от населения района — 4.39 %
Плотность — 59.88 чел./км2.
За межпереписной период (с 2010 по 2021 год) население сельского поселения увеличилось на 156 чел. (+7,60 %).
Национальный состав
По данным Всероссийской переписи населения 2021 года:
| Народ                | Численность, чел. | Доля от всего населения, % | Доля от указавших нац-ть, % |
| -------------------- | ----------------- | -------------------------- | --------------------------- |
| кабардинцы (черкесы) | 1737              | 78,67 %                    | 82,01 %                     |
| * кабардинцы         | 1687              | 76,40 %                    | 79,65 %                     |
| * черкесы            | 50                | 2,26 %                     | 2,36 %                      |
| русские              | 295               | 13,36 %                    | 13,93 %                     |
| осетины              | 25                | 1,13 %                     | 1,18 %                      |
| другие               | 61                | 2,76 %                     | 2,88 %                      |
| нет / не указано     | 90                | 4,08 %                     | -                           |
| всего                | 2208              | 100 %                      | 100 %                       |

## Состав поселения
| № | Населённый пункт | Тип населённого пункта       | Население | Доля от населения (%) |
| - | ---------------- | ---------------------------- | --------- | --------------------- |
| 1 | Октябрьское      | село                         | ↗715      | 32,38 %               |
| 2 | Светловодское    | село, административный центр | ↗1493     | 67,62 %               |

## Местное самоуправление
Администрация сельского поселения Светловодское — село Светловодское, ул. Октябрьская, 94.
Структуру органов местного самоуправления сельского поселения составляют:
- Глава сельского поселения Светловодское — Красножон Татьяна Ивановна (с 8 декабря 2006 года).
- Местная администрация (исполнительно-распорядительный орган) — администрация сельского поселения Светловодское.

Аппарат местной администрации сельского поселения состоит из 7 человек.
- Представительный орган — Совет местного самоуправления сельского поселения Светловодское. Состоит из 11 депутатов[20].

## Экономика
В экономике сельского поселения, как и в целом по району развиты возделывания кукурузы, картофеля, подсолнечника, озимой пшеницы и др.